# Motorola DynaTAC

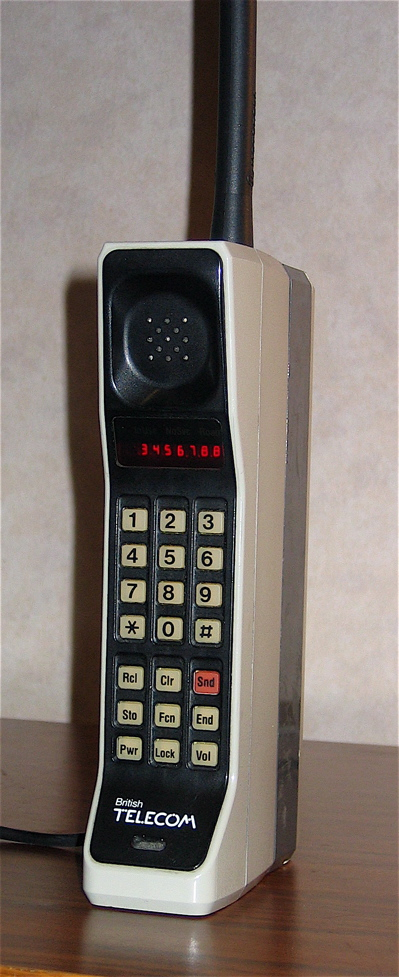
Motorola DynaTAC 8000X

O DynaTAC é uma série de telefones celulares fabricados pela Motorola de 1983 a 1994. O Motorola DynaTAC 8000X recebeu aprovação da Comissão Federal de Comunicações (FCC) dos Estados Unidos em 21 de setembro de 1983. Uma carga completa levava cerca de dez horas e oferecia trinta minutos de tempo de conversa. O aparelho também tinha um display de LED para discagem ou para acessar um dos 30 números armazenados. Seu preço de lançamento em 1984 foi de US$ 3.995 dólares, o equivalente a US$ 11.716 em 2023. DynaTAC era a abreviação de "Dynamic Adaptive Total Area Coverage" ("Cobertura Total Adaptativa Dinâmica", em tradução livre).
Vários modelos foram lançados posteriormente, começando em 1985 com o 8000s e recebendo atualizações frequentes até o Classic II, de 1993. O DynaTAC foi substituído na maioria das funções pelo Motorola MicroTAC, um modelo muito menor lançado em 1989 e, quando o Motorola StarTAC chegou ao mercado em 1996, o DynaTAC já estava obsoleto.

## Telefones
A Motorola apresentou a linha DynaTAC em 1972, porém, a comissão norte-americana FCC (Comissão Federal de Comunicações) não aprovou o produto, alegando possível monopólio de mercado.

### Linha DynaTAC 8000x

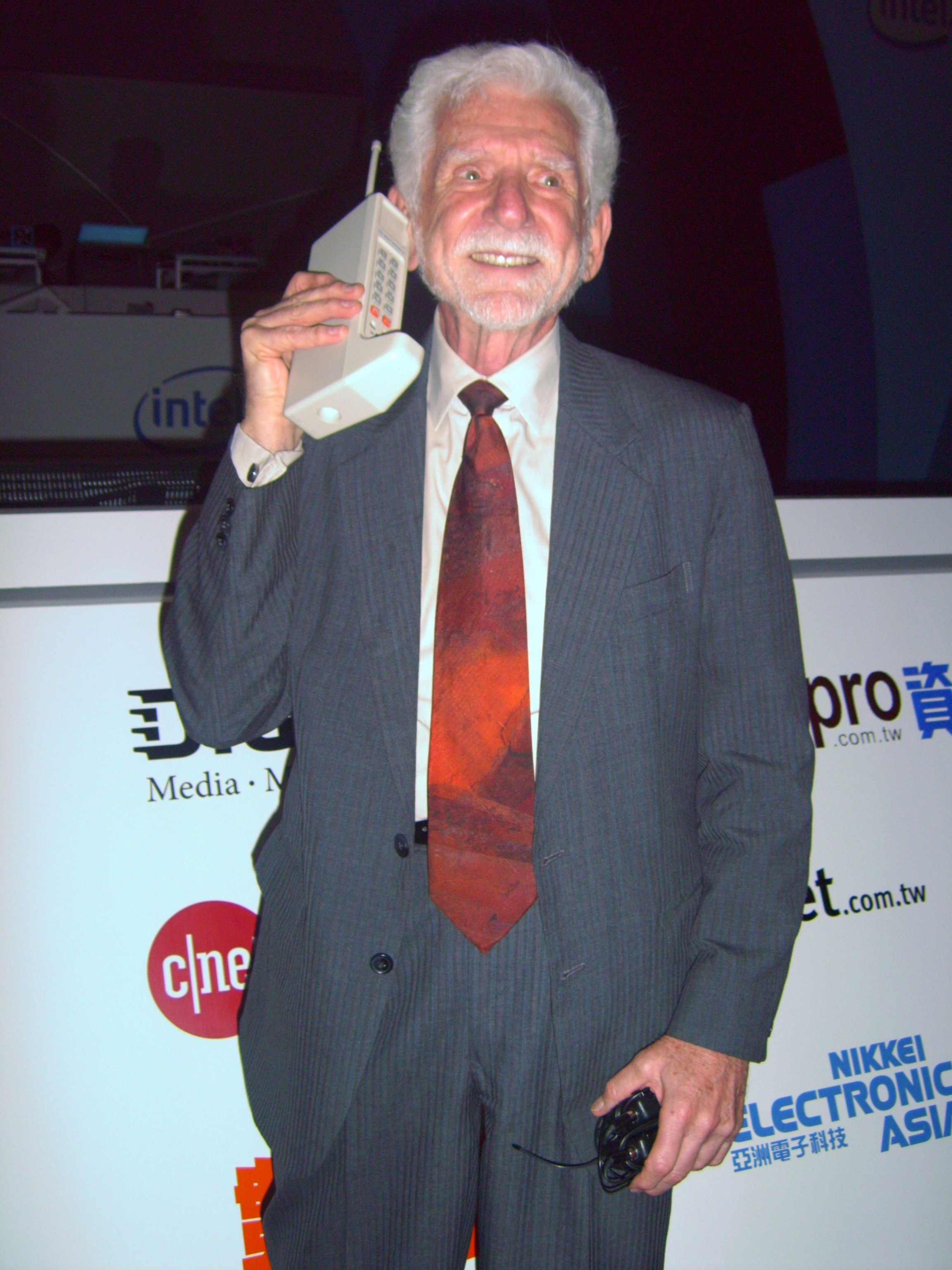
Martin Cooper em 2007, utilizando o DynaTAC de 1973

Inventado por Martin Cooper, o modelo 8000X foi o primeiro celular aprovado pelo FCC para a comercialização e fabricado em série, tornando-se o primeiro telefone celular da história disponível comercialmente. Sua apresentação ocorreu em 6 de março de 1983 e foi descontinuada em 1984, com aproximadamente 2 000 unidades vendidas.
Suas dimensões são de 33 cm de altura, 4,5 cm de largura e 8,9 cm de espessura, com peso de 794 gramas e com capacidade de memorizar até 30 números, possuindo autonomia de 8 horas em modo de espera e uma hora de conversação. O telefone custava à época de seu lançamento US$ 3 995,00.
Possuí uma tela de LED e uma bateria relativamente grande, em forma de caixa. Funcionava na rede analógica, ou seja, NMT (Nordic Mobile Telephone), tendo sido descontinuado apenas em 1994.